# Rascha Peper

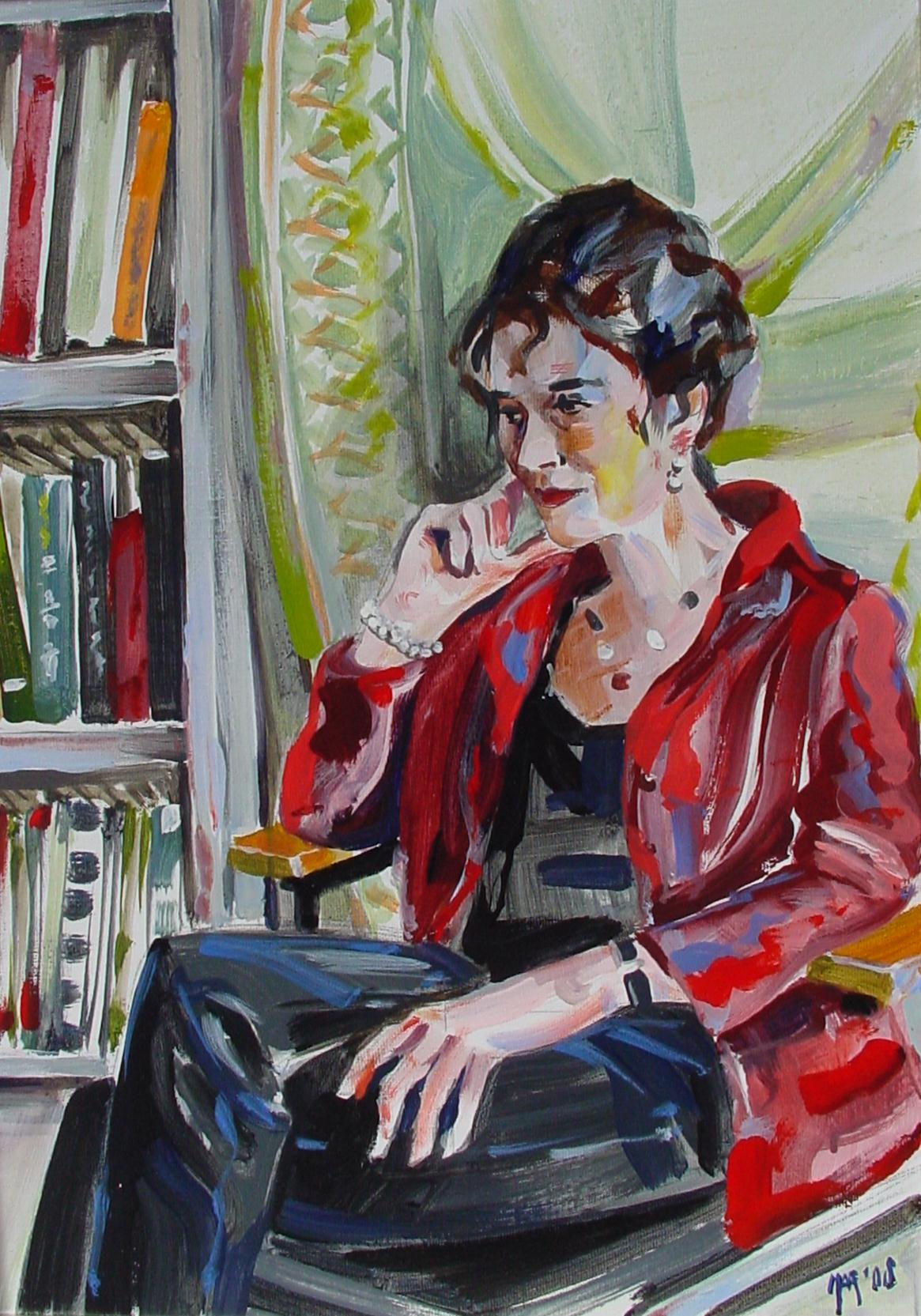
Porträt von Rascha Peper (Jaap Versteegh, 2008, Acryl auf Leinwand, Letterkundig Museum)

Rascha Peper ist das Pseudonym der niederländischen Schriftstellerin Jenneke Strijland (* 1. Januar 1949 in Driebergen-Rijsenburg; † 16. März 2013 in Amsterdam). Sie gilt als eine der wichtigsten Autorinnen ihres Landes.

## Leben
Rascha Peper studierte niederländische Sprache und Literatur an der Universität Amsterdam. Danach arbeitete sie einige Jahre als Lehrerin. 1983 zog sie mit ihrem Mann, der für das Ministerium für Auswärtige Angelegenheiten tätig war, nach Wien. Dort begann sie mit dem Schreiben. Ab 1999 lebte das Paar in New York City.
Als Autorin debütierte Peper 1990 mit De waterdame, einer Sammlung von Kurzgeschichten. Sie wählte dafür ein Pseudonym, da sie ihr erstes Manuskript an einen Nachbarn schickte. In den Folgejahren veröffentlichte sie weitere 15 Werke, hauptsächlich Romane. Außerdem schrieb sie Kolumnen für das NRC Handelsblad.
Ihre letzten Lebensjahre verbrachte Rascha Peper in Amsterdam. Im Oktober 2012 gab sie bekannt, dass sie unheilbar erkrankt sei. Im März des darauf folgenden Jahres starb sie mit 64 an Bauchspeicheldrüsenkrebs.

## Werk und Rezeption
Peper greift in ihren Werken viele verschiedene Themen auf. Häufig spielen dabei Träume, Leidenschaften und Erotik eine Rolle. In einem Interview beschrieb sie die Charaktere ihrer Bücher als Menschen, die kaum in der Lage sind, ihr reales Leben zu meistern und sich stattdessen an einem Traum oder einer Fantasie festhalten. Sie entwickeln häufig eine bestimmte Leidenschaft, die zu dramatischen Verwicklungen führt.
Bereits in Pepers ersten Veröffentlichung, der Kurzgeschichtensammlung De waterdame zeigte sich ihre Vorliebe für authentisch dargestellte, aber fiktive Stoffe. Ihr darauf folgender Debütroman Oesters trägt autobiografische Züge und handelt von der Liebe zwischen einer Studentin und einem deutlich älteren Kunsthändler.
Im Laufe ihrer schriftstellerischen Karriere erlangte Peper mit ihrem klaren und strukturierten Schreibstil zunehmend Anerkennung bei Kritikern und Lesern. Viele Kritiker lobten zudem die Geschicklichkeit, mit der Peper ungewöhnliche Gefühle und Leidenschaften darstellt.
Der Durchbruch gelang Peper 1993 mit ihrem Roman Rico’s vleugels. Er handelt von einem kinderlosen niederländischen Ehepaar, das auf den Philippinen eine umfangreiche Muschelsammlung zusammenträgt. Zurück in den Niederlanden, stellt der eigentlich pädophile Ehemann sein bisheriges Leben in Frage und entwickelt eine Obsession für den 14-jährigen Rico. Der Roman wurde von Kritikern sehr positiv aufgenommen und 1994 für den AKO Literatuurprijs nominiert.
Zu Pepers Werk gehören unter anderem Bücher, die Fiktion und historische Elemente miteinander verbinden. So erschien 1995 ihr Roman Russisch blauw, in dem ein arbeitsloser Historiker die Ermordung von Nikolaus II.s Familie und eine mögliche verwandtschaftliche Beziehung zu sich selbst erforscht. Russisch blauw wurde ins Deutsche übersetzt und 1996 mit dem niederländischen Literaturpreis Multatuliprijs ausgezeichnet. Ein weiterer fiktiver historischer Roman ist das 2008 veröffentlichte Vingers van marsepein. Es handelt von einem Waisenkind, das seinen Onkel, den niederländischen Anatom und Botaniker Frederik Ruysch besucht und mit seiner anatomischen Sammlung konfrontiert wird. Ein zweiter Handlungsstrang, in dessen Mittelpunkt gleichfalls ein Kind steht, spielt in der Gegenwart. 
Ebenfalls auf Deutsch erschienen Pepers Roman Das Mädchen, das vom Himmel fiel, der wiederum die Liebe zwischen einer jungen Frau und einem älteren Mann thematisiert, sowie Visions of Hanna, in dem zwei Menschen auf unterschiedliche Weise um eine Frau trauern, die nach einem Schiffsunglück auf dem Meeresgrund verschwunden zu sein scheint.
Kurz vor ihrem Tod vollendete Peper ein weiteres Buch mit dem Titel Handel in veren. Es erschien im Juni 2013 und handelt von einem Vogelexperten, der in den 1950er Jahren auf der Suche nach einer als ausgestorben geltenden Vogelart eine Expedition nach Neuguinea unternimmt. Ein ehemals geplanter zweiter Teil existiert nur als Zusammenfassung.
Werke
- De waterdame. L.J. Veen, Utrecht 1990, ISBN 9-020-42456-4.
- Oesters. L.J. Veen, Amsterdam 1991, ISBN 9-020-42701-6.
- Oefeningen in manhaftigheid. L.J. Veen, Amsterdam 1992, ISBN 9-025-40213-5.
- Rico's vleugels. L.J. Veen, Amsterdam 1993.
- Russisch blauw. L.J. Veen, Amsterdam 1995, ISBN 9-025-40825-7.
  - Russisch Blau. übersetzt von Ira Wilhelm, Luchterhand, München 1998, ISBN 3-630-86977-7.
- Alle verhalen. L.J. Veen, Amsterdam 1997, ISBN 9-025-42443-0.
- Een Spaans hondje. L.J. Veen, Amsterdam 1998, ISBN 9-020-45667-9.
- Kiew, kiew .... Februari Boekhandels, Amsterdam 1998.
- Dooi.  L.J. Veen, Amsterdam 1999, ISBN 1-350-94041-0.
  - Das Mädchen, das vom Himmel fiel. übersetzt von Sibylle Mulot, Rowohlt, Reinbek bei Hamburg 2001, ISBN 3-498-05299-3.
- Wie scheep gaat. L.J. Veen, Amsterdam 2003, ISBN 9-020-40797-X.
  - Visions of Hanna. übersetzt von Andreas Ecke, Marebuchverlag, Hamburg 2006, ISBN 3-936384-98-3.
- Stadse affaires. Nieuw Amsterdam, Amsterdam 2006, ISBN 9-046-80156-X.
- Verfhuid. L.J. Veen, Amsterdam 2005, ISBN 9-020-40335-4.
- Vingers van marsepein. Nieuw Amsterdam, Amsterdam 2008, ISBN 978-9-046-80382-0.
- Zwartwaterkoorts. Nieuw Amsterdam, Amsterdam 2009, ISBN 978-9-046-80676-0.
- Vossenblond. Querido, Amsterdam 2011, ISBN 978-9-021-44015-6.
- Fantoompoezen. Querido, Amsterdam 2012, ISBN 978-9-021-44618-9.
- Handel in veren. Querido, Amsterdam 2013, ISBN 978-9-021-44771-1.